# Saverne
Saverne [sa’vɛʀn], deutsch Zabern, (elsässisch Zàwere [ˈd̥sɒvəʀə]) ist eine Stadt im Unterelsass (Europäische Gebietskörperschaft Elsass), an der Zorn und dem parallel dazu verlaufenden Rhein-Marne-Kanal gelegen. Im östlichen Gemeindegebiet verläuft die Mossel, ein Zufluss der Zorn. Die Siedlung ist seit spätrömischer Zeit bezeugt; in der Folge der Teilungen des Fränkischen Reichs kam der Ort 870 zum Ostfrankenreich, das später ins Römisch-Deutsche Reich überging. Seit 1680 gehört die Stadt mit Unterbrechungen zu Frankreich und ist seit 1790 dem Département Bas-Rhin zugeordnet. Seit dem 13. Februar 2014 ist die Stadt Zabern im Sinne der Europäischen Charta der Regional- oder Minderheitensprachen zweisprachig.

## Geschichte
Zabern (lateinisch Tabernæ Alsaticæ) ist als römische Militärstation (Tribus) Tabernis „bei den (drei) Schenken“ zur Sicherung der Zaberner Steige, eines Vogesenübergangs an der Römerstraße Straßburg – Metz, seit dem 4. Jahrhundert bezeugt (im „Itinerarium Antonini“ wie bei Peutinger, in den „Rerum Gestarum“ und in den MGH DD Merovingi). Als Hauptort einer „Civitas“ der Provinz „Germania superior“ wurde die Siedlung zum Verwaltungszentrum. Seit der Besiedlung durch die Alamannen ab dem 5. Jahrhundert gehörte Zabern zum deutschen Sprachraum. Die gesicherten schriftlichen Aufzeichnungen beginnen mit Karl dem Kahlen, dem Herrscher des Westfrankenreichs, der auf einer seiner vielen Reisen 842 „ad Zabarnam“ das Elsass erreichte (Regesta Imperii I,2,1,281, auch bei Nithard, Nithardi hist. III,04).  Der Ortsname gelangte offenbar noch vor der Zweiten Lautverschiebung ins Germanische, was den Anlaut sowohl der deutschen als der französischen Namensform erklärt.
Zur Zeit der Franken gehörte Zabern zum Bistum Metz, das mit dem Vertrag von Verdun von 843 Teil des Mittelreichs Lothars I. wurde und 870 im Vertrag von Meerssen an das Ostfrankenreich Ludwigs des Deutschen kam. Für das Jahr 923 berichten zwei Dokumente, dass Rudolf von Burgund die „Festung“ Zabern auf Bitten des Bischofs von Metz längere Zeit belagerte und schließlich einnahm; nach der Einnahme von Metz kam auch Zabern wieder in die Gewalt des deutschen Königs Heinrichs I. (Regesta Imperii II,1,10 a+b). Im 12. Jahrhundert gelangte die Stadt in den Besitz von Straßburg. 1223 schloss König Heinrich VII. mit dem Bischof von Straßburg einen Vergleich, der sowohl dem Reich als auch der Kirche in Zabern bestimmte Rechte zusprach (Regesta Imperii V,1,2,3890). im Zeitraum zwischen 1414 und dem Beginn der Französischen Revolution 1789 diente Zabern als Residenz der Straßburger Bischöfe. In der Zwischenzeit war die Stadt mehrfach im Blickpunkt kriegerischer Auseinandersetzungen. Im 14. bzw. 15. Jahrhundert musste sich Zabern der Engländer und der Armagnaken erwehren. Im Deutschen Bauernkrieg bezogen die aufständischen Bauern unter ihrem Anführer Erasmus Gerber 1525 dort ihr Hauptquartier. Nachdem sie ihre Waffen niedergelegt hatten, versprach ihnen der Herzog Anton von Lothringen freien Abzug. Landsknechte töteten jedoch gegen den Willen des Herzogs etwa 18.000 Bauern.
Auch im Dreißigjährigen Krieg war die Stadt umkämpft und wechselte mehrfach den Besitzer. 1635 hatte der kaiserliche Generalleutnant Matthias Gallas im Feldzug nach Burgund die Stadt als Hauptquartier gewählt. Von hier aus beherrschte er mit den Städten Belfort und Montbéliard die Vogesenlücke und den Zugang nach Frankreich. Am 16. Juli 1636 kapitulierte die belagerte Stadt nach fünf abgeschlagenen Sturmangriffen eines französischen Heeres unter Bernhard von Sachsen-Weimar. Im Westfälischen Frieden wurde Zabern erneut dem Straßburger Bischof zugesprochen. Im Zuge der Reunionspolitik Ludwigs XIV. gelangte die Stadt 1680 unter französische Herrschaft. Ab 1704 residierten im Schloss die Fürstbischöfe aus dem Hause Rohan.

Eingangsseite des Schlosses während der Zabern-Affäre (1913), im Vordergrund eine Militärpatrouille mit aufgepflanztem Seitengewehr

Im Juni 1770 besuchte Johann Wolfgang von Goethe Zabern während seiner Reise durch das nördliche Elsass und die Pfalz. In seiner Autobiographie „Dichtung und Wahrheit“ beschreibt er seinen Besuch und lobt die Stadt und besonders das Schloss wegen ihrer Schönheit. Er beschreibt auch einen Kanal, der vom Schloss in den Park geht. Dies war aber noch nicht der Rhein-Marne-Kanal, sondern Teil des großen Schlossparks, der sich fast bis Steinbourg erstreckte.
Mit der administrativen Neuaufteilung des Landes während der Französischen Revolution wurde die Stadt 1790 zum Hauptort des Kantons Saverne im Département Bas-Rhin und 1800 zudem Sitz der Unterpräfektur des Arrondissement Saverne; dieses kam nach dem Deutsch-Französischen Krieg 1871 als Kreis Zabern des Reichslandes Elsass-Lothringen zum Deutschen Kaiserreich, das nach dem Ersten Weltkrieg mit Inkrafttreten des Friedensvertrag von Versailles im Januar 1920 wieder zu Frankreich zurückkehrte. Von 1877 bis 1890 war Zabern der Standort des Rheinischen Jäger-Bataillons No. 8. Von 1890 bis 1918 waren im Rohan-Schloss von Zabern zwei Bataillone des 2. Oberrheinischen Infanterie-Regiments Nr. 99 garnisoniert. Aus dieser Zeit stammen heute noch benutzte, wichtige Infrastrukturgebäude wie der Bahnhof Saverne und das Postgebäude. Ende 1913 kam es im Deutschen Reich zu einer Verfassungskrise, nachdem ein Offizier dieses Regiments die elsässische Ortsbevölkerung als „Wackes“ beschimpft hatte, was in der Folge zu Demonstrationen der einheimischen Bevölkerung und einer übertriebenen Gegenreaktion des Militärs führte („Zabern-Affäre“).
Am 22. November 1944 wurde Saverne von französischen Truppen befreit. Im Januar 1945 versuchten Wehrmacht-Truppen in einer Winteroffensive namens Unternehmen Nordwind erfolglos, Zabern und andere Orte zurückzuerobern.
Seit 1945 hat die französische Amts- und Schulsprache die deutsche Sprache und damit auch die elsässische Mundart zurückgedrängt. Es gab und gibt aber Bestrebungen, sie zu bewahren.
Demographie
| Jahr | Einwohner | Anmerkungen |
| ---- | --------- | --- |
| 1780 | 4000      | darunter in der Innenstadt wohnende Juden                                                                            |
| 1821 | 4595      | katholische Einwohner, mit Ausnahme von 50 Protestanten und 300 Juden                                                |
| 1861 | 5331      | [ 9 ] |
| 1872 | 5895      | am 1. Dezember, in 640 Häusern; nach anderen Angaben 5189 Einwohner                                                  |
| 1880 | 6605      | am 1. Dezember, auf einer Fläche von 2600 ha, in 691 Häusern, davon 4842 Katholiken, 1460 Evangelische und 302 Juden |
| 1885 | 6936      | davon 4877 Katholiken, 1754 Evangelische und 291 Juden                                                               |
| 1890 | 7341      | davon 1882 Evangelische, 5142 Katholiken, 313 Juden                                                                  |
| 1905 | 8937      | , mit der Garnison (zwei Bataillone vom Infanterieregiment Nr. 99), davon 2290 Evangelische, 325 Juden               |
| 1910 | 9153      | [ 9 ] [ 15 ] [ 16 ]                                                                                                  |

| Jahr      | 1962 | 1968 | 1975   | 1982   | 1990   | 1999   | 2007   | 2017   |
| Einwohner | 9856 | 9682 | 10.170 | 10.327 | 10.278 | 11.201 | 11.966 | 11.239 |

### Die jüdische Gemeinde
Die Existenz von Juden im bischöflichen Territorium Saverne wird zu Beginn des 14. Jahrhunderts durch eine Urkunde aus dem Jahr 1338 bezeugt. Dabei handelte es sich um eine am 4. Dezember dieses Jahres zwischen der Stadt Straßburg und 15 Familienoberhäuptern unterzeichnete Vereinbarung. Der Text erwähnt eine gewisse „Mösselin von Zabern und sine Kint“, also die Witwe von Mossel und ihren Kindern. Diese Familie konnte in Straßburg Zuflucht finden, als sie vor den sogenannten Armleder-Banden flohen, die zu dieser Zeit die Juden verfolgten. Einige wenige verbliebene Juden wurden 1349 während der Pestpogrome vertrieben, als man im Elsass die Juden für die Pest verantwortlich machte. 1440 befahl der neue Bischof von Straßburg, Robert von Bayern, erneut die Ausweisung aller Juden. Erst 1613 konnten sich unter dem Bischof Leopold wieder Juden ansiedeln. 1616 wurde ein Judenzoll eingeführt für alle Juden, die die Stadt betreten wollten. Während der Belagerung von Saverne 1622 im Dreißigjährigen Krieg flohen Juden aus den umliegenden Dörfern nach Saverne. 1623 konnte der erste Jude ein Haus mieten, weitere folgten. 1634 befahl der Bischof Franz Egon von Fürstenberg-Heiligenberg, dass alle Juden in der Unterstadt, rechts der Zorn, wohnen mussten. Dieses Viertel erhielt bald den Namen Judenhof. In einem Privathaus wurde eine kleine Synagoge eingerichtet. Nach dem Ende des Dreißigjährigen Krieges verbesserte sich die Situation der Juden, sie durften 1651 ihren Friedhof mit einer Hecke einzäunen, er wurde Judenberg genannt. Er befindet sich noch heute an diesem Ort. Die jüdische Gemeinde wuchs, eine Salzhandlung wurde eröffnet und eine koschere Metzgerei. Um die wachsende Bevölkerung unterzubringen, wurde der Judenhof erweitert um einen Teil, den man Blindstadt nannte. Die Juden mussten hohen Steuern aufbringen, um die Stadtbefestigungen wieder aufzubauen. Immer wieder beschwerten sie sich, so 1677, 1683 und 1687, ohne Erfolg.
Am Ende des 17. Jahrhunderts lebten sechs Familien in Saverne, sie durften ein Haus kaufen und ein Gemischtwarengeschäft eröffnen. Dieses Geschäft lag im Zentrum der Stadt, nicht im Judenviertel. 1706 erlaubte der Kardinal Fürstenberg den Juden den Kauf eines Hauses, aber nur für ihren eigenen Bedarf, sie durften sich auch außerhalb des Judenviertels ansiedeln. 1716 wohnten sechs jüdische Familien in Saverne. 1736 wurde Jacob Kahn als erster Rabbiner von Saverne und Umgebung ernannt vom Rabbinat Mutzig. 1751 wurde der jüdische Friedhof als Eigentum der jüdischen Gemeinde anerkannt. Er wurde auch von den umliegenden Gemeinden im Elsass und in Lothringen genutzt. 1779 besaßen die Juden eine kleine Synagoge für 36 Männer und eine Mikwe. 1784 wohnten 21 Familien im jüdischen Viertel und in der Nähe, es gab eine jüdische Schule für die Kinder. Die Juden arbeiteten hauptsächlich als Viehhändler, einige als Gebrauchtwarenhändler und einer als Schuster.
Nach der Französischen Revolution werde 1802 Leyser Samson Rabbiner von Saverne, 1808 änderte er seinen Namen in Lazar Liebermann, um den Napoleonischen Namensdekreten zu genügen. 1813 wurde er durch Jacques Dreyfus als neuen Schulmeister unterstützt. Die jüdische Bevölkerung wuchs bis 1806 auf 252 an, doppelt so viele wie 20 Jahre vorher. 1821 zählte die jüdische Bevölkerung 300 Personen, ab 1834 wurde der jüdische Schulmeister von der Stadt, ab 1831 auch der Rabbiner vom Staat besoldet. Ab 1835 wurde eine neue, größere Synagoge gebaut, wieder in der Nähe des alten Judenviertels. Während der Unruhen im April 1848 wurden auch jüdische Häuser geplündert, der Präfekt wies darauf hin, dass die Juden dieselben Rechte wie alle anderen Franzosen haben und drohte mit Konsequenzen. 1850 brannte die neue Synagoge ab.
Nach 1871 wurde das Elsass deutsch, das Wachstum der jüdischen Gemeinde ging weiter. 1895 lebten 327 Juden in Saverne, mehrere jüdische Geschäftsleute eröffneten Geschäfte in der Stadt wie eine Eisenwarenhandlung, ein Fahrrad- und Nähmaschinengeschäft und eine Sägemühle. Die Planungen für eine neue, größere Synagoge begannen. 1898 wurde der Grundstein gelegt. Anwesend waren der Staatssekretär von Puttkammer, für den Magistrat der Stadt die Herren Dieckhoff und Wintzinger, der Präsident des Israelitischen Konsistoriums Gustave Lévy, der Großrabbiner Isaac Weil und der Präsident der jüdischen Gemeinde Isaac Lévy. 1900 wurde die Synagoge eingeweiht, die Kosten waren beträchtlich, der Staat und die Stadt stellen 21.000 Mark zur Verfügung, die jüdische Gemeinde den Rest, viele jüdische Handwerker arbeiteten ehrenamtlich. Bei der Einweihung waren wieder viele offizielle Repräsentanten anwesend.
1918 wurde Saverne wieder französisch, ein neuer Rabbiner, Armand Bloch, wurde eingesetzt. Mehrere Juden sind im Ersten Weltkrieg gefallen, andere wanderten ab, die Gemeinde wurde kleiner, 1927 lebten noch 275 Personen, 1937 noch 229 in Saverne. Mit dem Beginn des Zweiten Weltkriegs wurden die Juden aus dem Elsass nach Westfrankreich evakuiert, hauptsächlich nach Lyon, Limoges und Périgueux. Nach der deutschen Besetzung 1940 wurde die Synagoge teilweise zerstört und zweckentfremdet. Im Holocaust wurden 32 Saverner Juden ermordet, ungefähr 130 überlebten.
Der Rabbiner Armand Bloch kehrte nach Saverne zurück und versuchte, wieder eine Gemeinde aufzubauen. Man begann sofort mit der Wiederherstellung der Synagoge, den schweren Zeiten geschuldet wurde sie aber weniger aufwändig wiederaufgebaut. Am 3. September 1950 wurde sie eingeweiht. Viele Honoratioren begleiteten die Eröffnung, unter anderem Abraham Deutsch, der Großrabbiner aus Straßburg. Nach dem Tod Blochs im Jahr 1954 wurde Gérard Weil neuer Rabbiner. Viele der zurückgekehrten Juden eröffneten wieder ihre Geschäfte in der Stadt. Der Viehmarkt, ein traditioneller Geschäftszweig der Juden, blieb bis in die 1960er Jahre erhalten. 1976 lebten nur noch 85 Juden in Saverne, viele junge Menschen sind in die großen Städte gezogen. 1995 bestand die Gemeinde noch aus 35 Mitgliedern, ausreichend für den Gottesdienst, aber zu wenige, alle Nebengebäude der Synagoge zu unterhalten. Sie wurden an die Stadt Saverne übertragen, die dort Sozialwohnungen schuf. Im März 2000 wurde der 100. Jahrestag der Synagoge gefeiert.

## Sehenswürdigkeiten

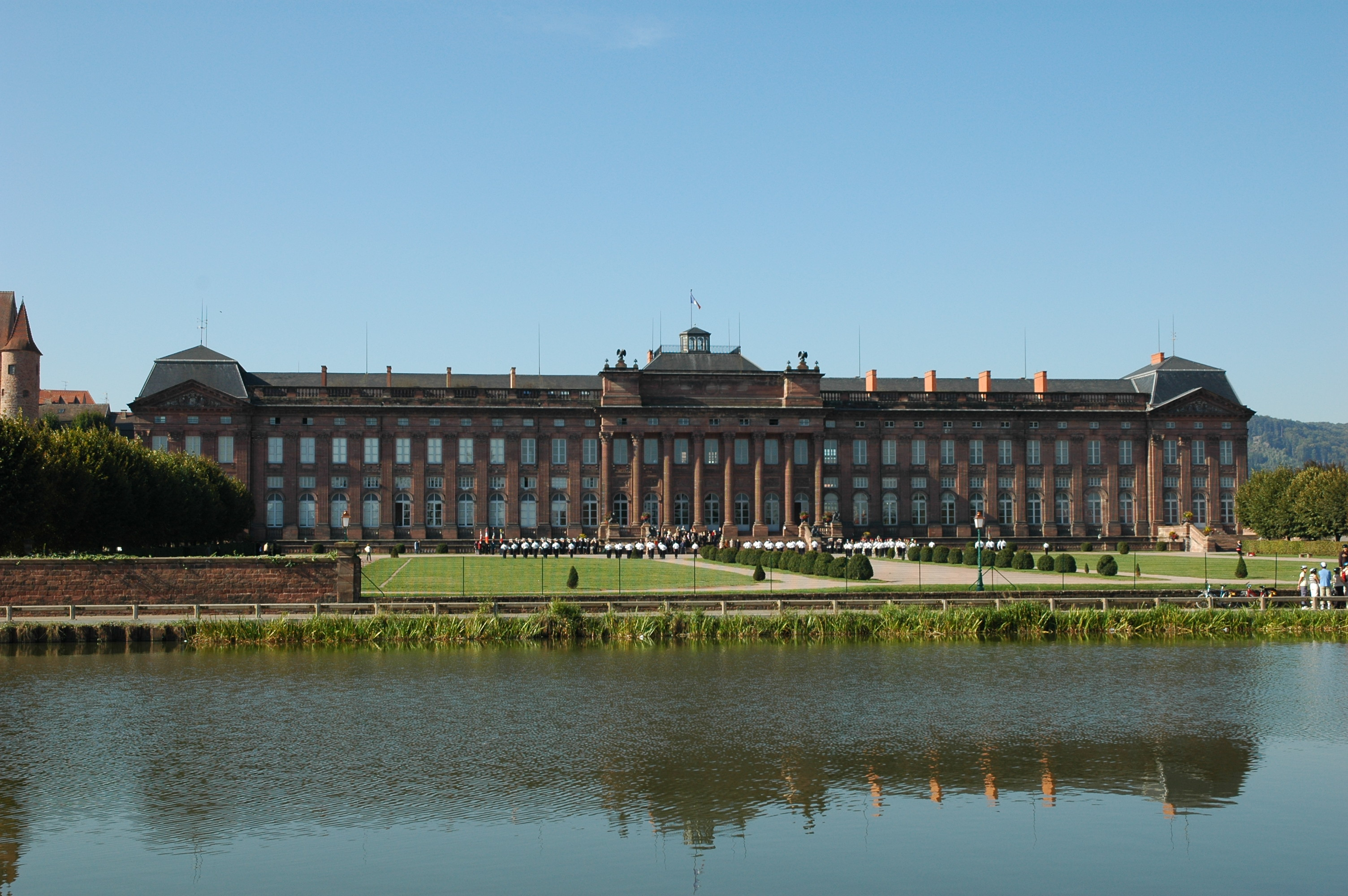
Parkseitenfassade des Rohan-Schlosses

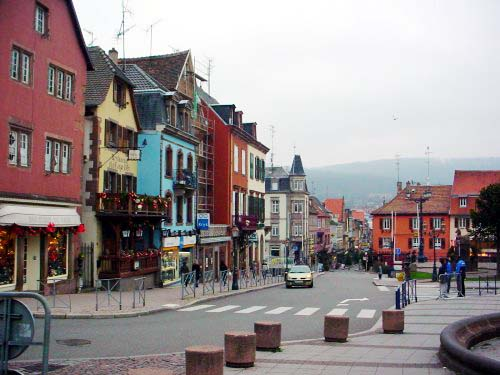
Altstadt

Das herausragende Bauwerk der Stadt ist das 1790 erbaute Rohan-Schloss. Es hat auf der Parkseite eine 140 m lange monumentale Fassade aus rotem Sandstein. Es handelt sich um die längste klassizistische Schlossfassade in ganz Frankreich. Das mehrmals umfunktionierte Gebäude beherbergt unter anderem das Stadtmuseum mit einer reichen archäologischen Sammlung, einigen regionalen Kunstwerken aus dem Mittelalter und der Renaissance sowie der von Louise Weiss gestifteten Sammlung an Werken des 20. Jahrhunderts.
Die Altstadt von Saverne besitzt zahlreiche Fachwerkbauten aus dem 16. und 17. Jahrhundert, u. a. das Haus des Landschreibers Katz in der Hauptstraße.
Die Pfarrkirche „Notre-Dame-de-la-Nativité“ (ehem. Stiftskirche) mit romanischem Westturm und spätgotischem Langhaus (Münster-Baumeister Hans Hammer) ist hochwertig ausgestattet: Kanzel (Hans Hammer, 1495), Figurengruppe „Die Beweinung Christi“ (Hans Daucher, um 1500), Glasfenster (Peter Hemmel, Ende 15. Jahrhundert).

Auch die ehemalige Stiftskirche der Steigerherren von 1303 mit ihrem freskenverzierten Kreuzgang ist sehenswert.

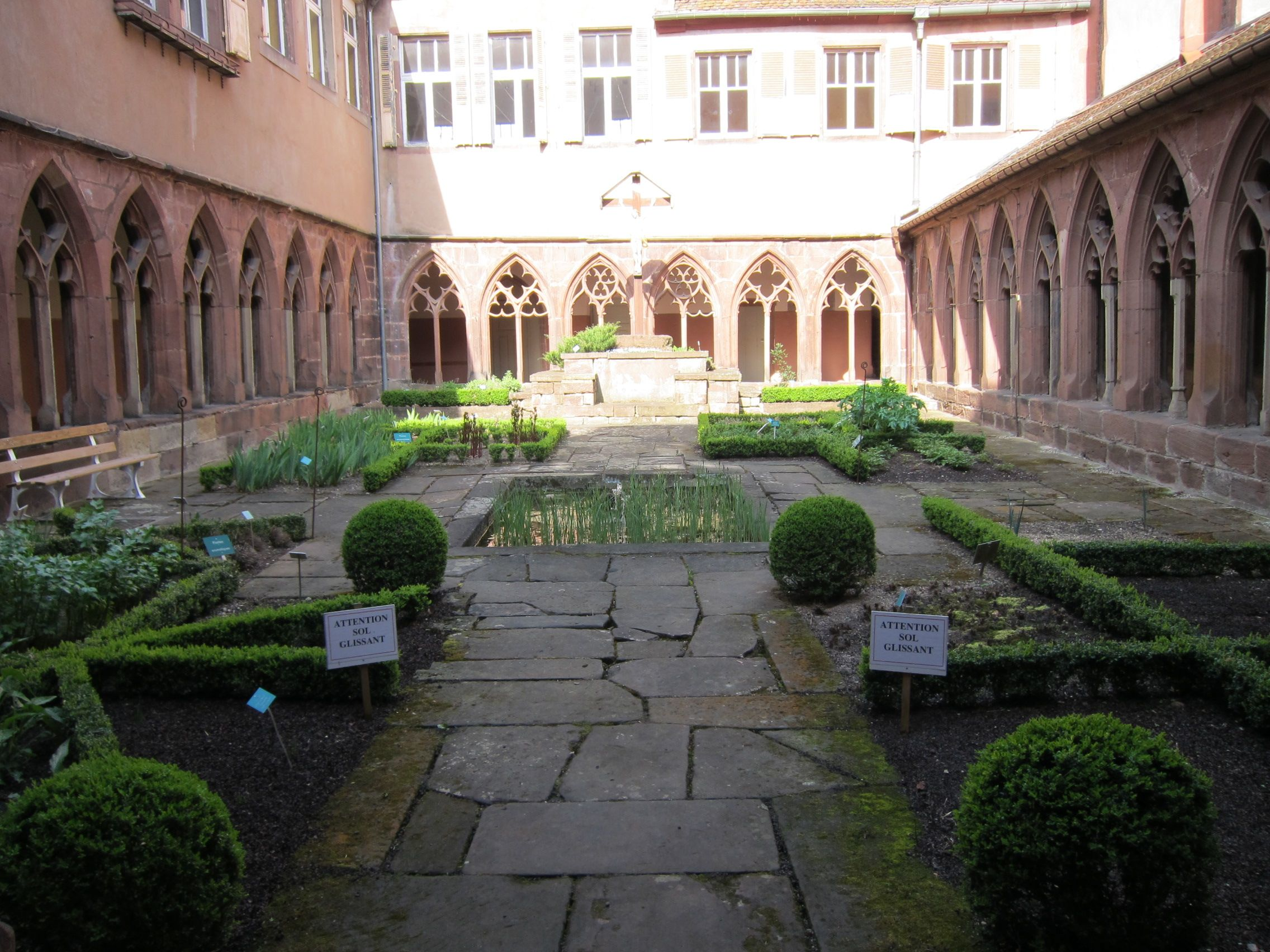
Kreuzgang der Stiftskirche

Die neugotische Evangelische Kirche Saverne entstand 1897 nach Plänen des Architekten und Stadtbaurats von Metz Conrad Wahn.
Eine technische Sehenswürdigkeit stellt das in der Nähe gelegene Schiffshebewerk Saint-Louis/Arzviller (Plan incliné de Saint-Louis/Arzviller) im Rhein-Marne-Kanal dar.
Über der Stadt hat man von der Ruine Hohbarr (Château du Haut-Barr) eine gute Aussicht auf die Stadt, die Rheinebene und den Vogesenübergang. Auf der gegenüberliegenden Seite des Zorntals liegt die Ruine Greifenstein (Griffon).
In der Stadt befindet sich das Rosarium Roseraie de Saverne, etwas außerhalb der botanische Garten Jardin botanique de Saverne.

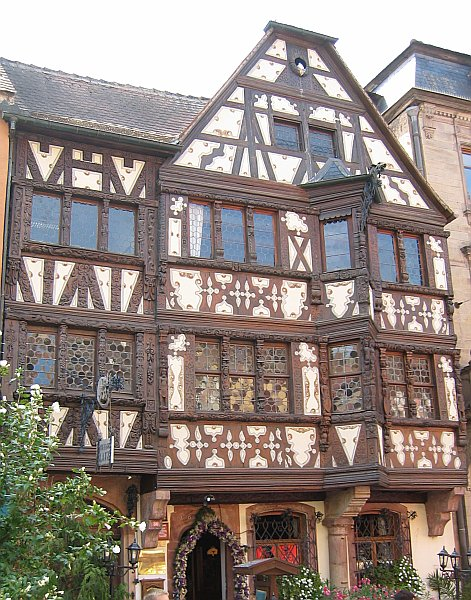
Fachwerkhaus „Maison Katz“, Hochrenaissance (1605)
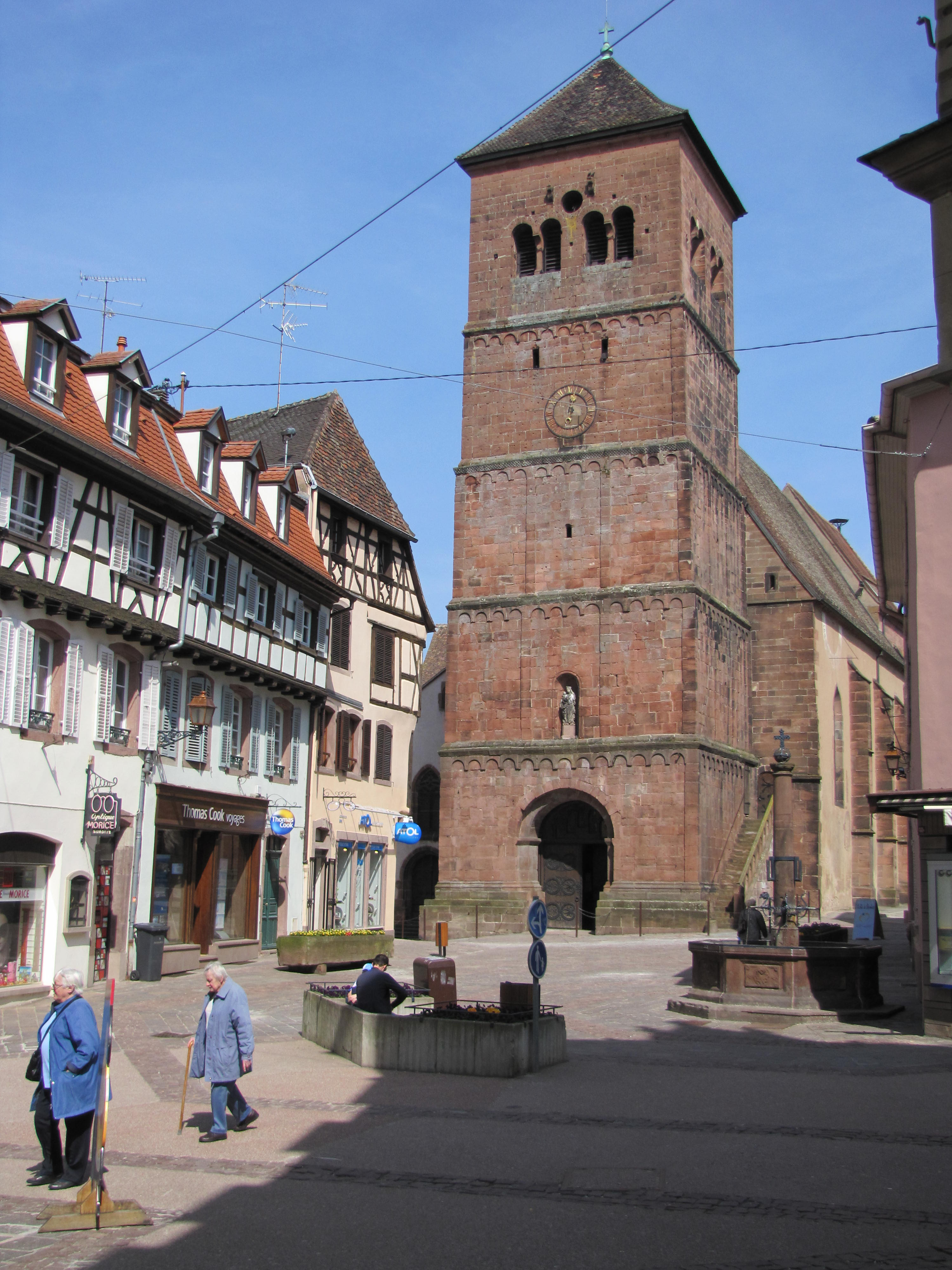
Romanischer Westturm der „Eglise-Notre-Dame-de-la-Nativité“
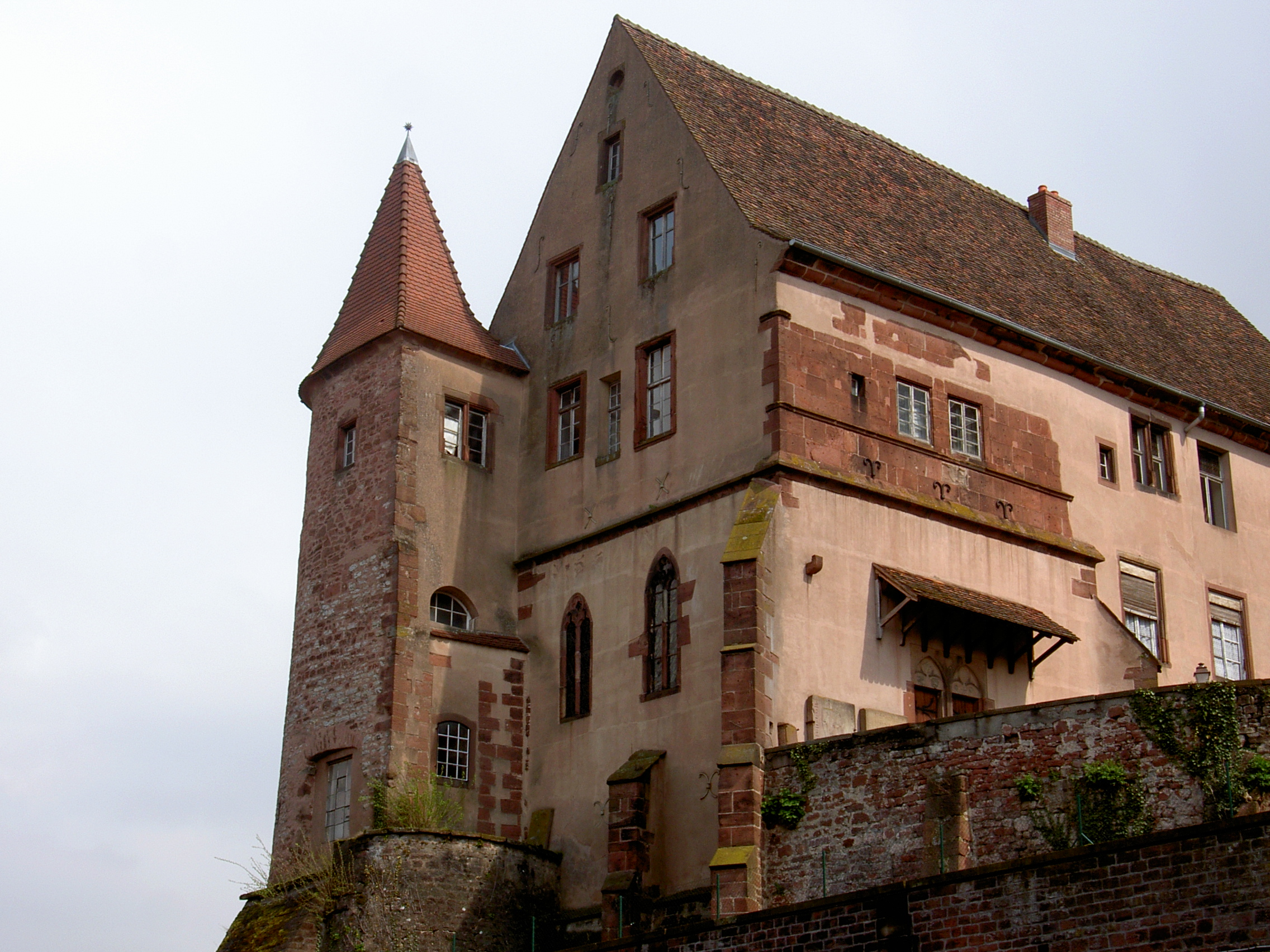
Altes Schloss
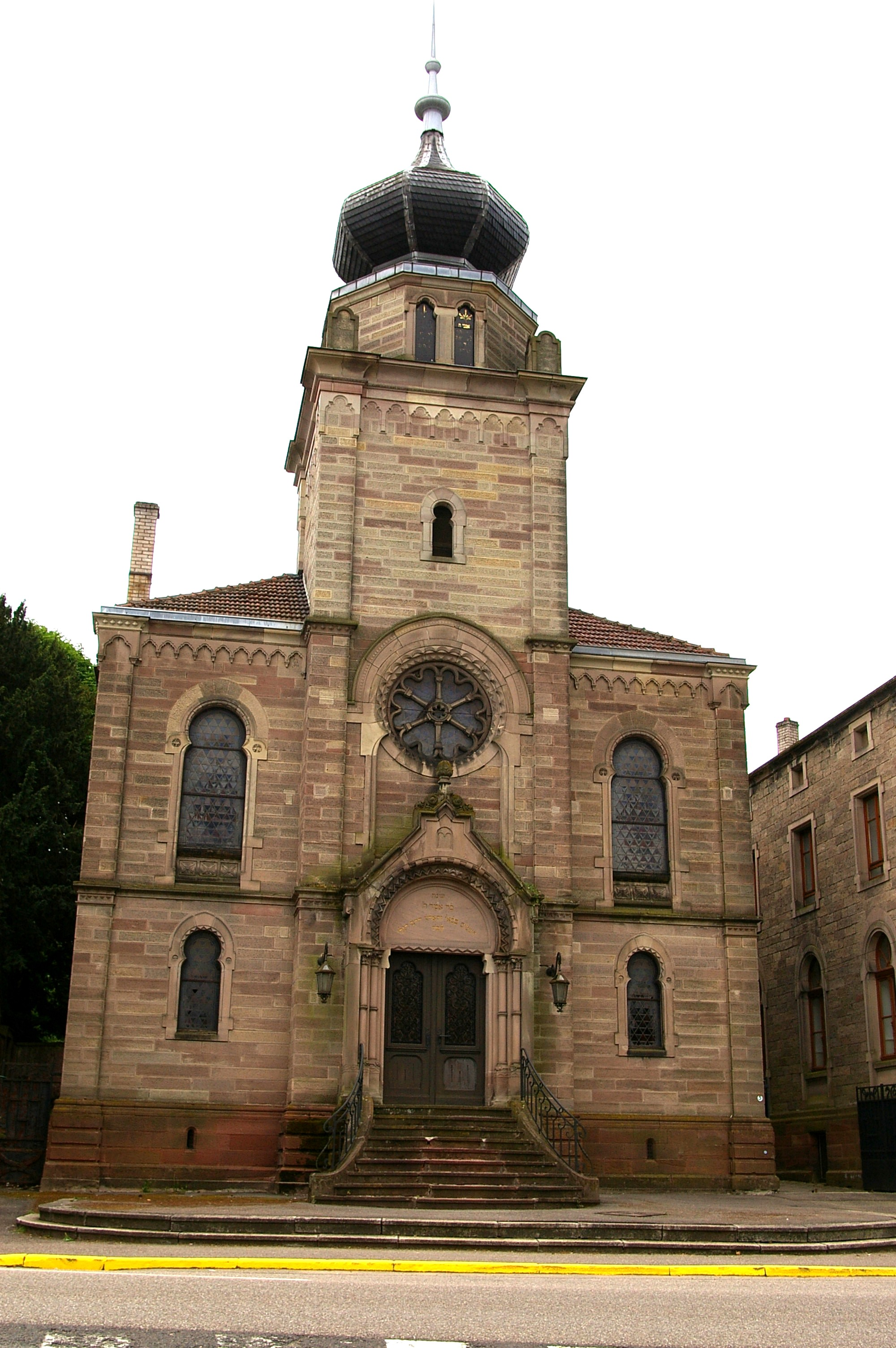
Synagoge Saverne

## Städtepartnerschaften
- Donaueschingen, Deutschland
- Leominster, Vereinigtes Königreich
- Mława, Polen
- Pokrow, Russland

## Wirtschaft
Haupterwerbsquellen in Saverne sind der Maschinenbau (Kuhn Landmaschinen), das Uhren-, Brauerei- (Brasserie Licorne S.A.S.) und Druckgewerbe sowie der Tourismus.

## Verkehr
Der Bahnhof von Saverne liegt an der Bahnstrecke Paris–Strasbourg. Früher zweigte hier eine heute stillgelegte Strecke nach Molsheim ab.

## Persönlichkeiten

### Söhne und Töchter der Stadt
- Erhard Hann (1400–1460), Büchsenmachermeister, Bergbauingenieur und Erfinder
- Hans Bär, der Ältere (vor 1465–1502), Kaufmann, Geldwechsler und Zunftmeister
- Hans Bock, der Ältere (um 1550–1624), Maler, Zeichner, Restaurator und Geometer
- Franz Xaver Murschhauser (1663–1738), Komponist und Organist
- Johann Baptist von Flachslanden (1739–1822), Ordensritter der Malteser
- Jacques Français (1775–1833), Mathematiker
- Jacob François Paul Marie Libermann (1802–1852), Juden-Konvertit, Ordensgründer der Gemeinschaft vom „Unbefleckten Herzen Mariens“, 1. Generaloberer der fusionierten „Kongregation vom Heiligen Geist“ zu Paris (1848). Gedenk-Stele in Saverne/Zabern von Hartmann
- Ferdinand Fürst (1851–1918), deutscher Richter und Politiker
- Louis François Marie Auguste Knoepffler (1864–1918), Holzhändler, Bürgermeister von Zabern und Landtagsabgeordneter
- Carl Schnebel (1874–nach 1939), Zeichner und Chefredakteur
- Dieprand von Richthofen (1875–1946), Senatspräsident am Reichsgericht und antisemitischer Politiker (DSP)
- Thilo von Bose (1880–1934), preußischer Offizier und Autor
- Ernst Wündisch (1883–1955), deutscher Verwaltungsbeamter
- Jakob Person (1889–1915), deutscher Leichtathlet
- Heinrich Schaefer (1889–1943), deutscher Schriftsteller
- Erich Mercker (1891–1973), deutscher Maler und Eisschnellläufer
- Willi Kahl (1893–1962), deutscher Musikwissenschaftler, Bibliothekar und Hochschullehrer
- Robert Heitz (1895–1984), Jurist, Maler, Journalist und Politiker
- Georges Reeb (1920–1993), französischer Mathematiker
- Adrien Zeller (1940–2009), französischer Politiker (UMP)
- Romy Kirsch (* 1994), Sängerin

### Personen, die mit der Stadt in Verbindung stehen
- Pierre Meyer (1900–1964), französischer Forstmann, gründete in Saverne eine Waldarbeiterschule
- Friedrich Schiller (1759–1805), deutscher Dichter, ließ seine Ballade Der Gang nach dem Eisenhammer in und um Saverne spielen